# 阿卡里國家公園
6°18′18″S 59°17′35″W / 6.305°S 59.293°W
阿卡里國家公園（Acari National Park），是巴西的國家公園，位於該國西北部亞馬遜州，成立於2016年5月11日，佔地89.6萬公頃，覆蓋阿普伊、博爾巴和新阿里普阿南部分地區。